# داویتیانی
داویتیانی (گرجی: დავითიანი) مجموعه‌ای از اشعار خودزندگی‌نامه‌ای اثر داویت گورامیشویلی است. این کتاب، علاوه بر پرداختن به زندگی پرماجرا و پرتلاطم نویسنده، به موضوعاتی همچون دین، سیاست، میهن‌پرستی و جنگ می‌پردازد. داویتیانی تنها اثر بازمانده از داویت گورامیشویلی است. این اثر به زندگی نویسنده می‌پردازد و همچنین شامل پندها و اندرزهایی برای جوانان است (بخشی با عنوان «آموزش برای دانش‌آموزان»). در این کتاب به جنگ میان روسیه و پروس نیز اشاره شده است.
این اثر شامل اشعار گوناگونی است و دو منظومهٔ بلند با مضمون خودزندگی‌نامه و تاریخی دارد: «تابستان شاد» و «بلاهای کارتلی». اثر پس از یک دیباچه به چهار کتاب تقسیم شده است.
هرچند این اثر به‌طور کلی به‌عنوان مهم‌ترین اثر ادبیات گرجی در سدهٔ ۱۸ شناخته می‌شود، اما در دوران زندگی نویسنده هرگز منتشر نشد. اشعار آن در دوره‌های مختلف زندگی داویت گورامیشویلی نوشته شده‌اند، اما برجسته‌ترین آثار آن در دهه‌های پایانی زندگی او سروده شده‌اند.
نویسنده نسخهٔ دست‌نویس خام این اثر را در سال ۱۷۸۷ از میرهورود، اوکراین، جایی که در آن زمان اقامت داشت، به تفلیس، گرجستان فرستاد، اما این اثر تا سدهٔ بعدی منتشر نشد.
در سال ۱۷۷۸، داویت گورامیشویلی نسخه‌ای از این مجموعه را که به دست خود بازنویسی کرده بود، به میرین باتونیشویلی، پسر ایراکلی دوم، تقدیم کرد. میرین باتونیشویلی که در مأموریتی به سوی امپراتور روسیه می‌رفت، در مسیر خود از میرهورود گذشت و این نسخه را با خود به گرجستان آورد.

## نام
نام داویتیانی ادامه‌ای بر سنت ادبیات گرجستان به‌شمار می‌رود، سنتی که با آثاری مانند تیمورازیانی و آرچیلیانی، مجموعه‌های شاعران شاهنشاهان گرجی، شکل گرفته بود. داویت گورامیشویلی الهام شعری خود را از داوود نبی می‌دانست و به او اقتدا می‌کرد. او با این شخصیت کتاب مقدس هم‌آوا می‌شد و همچون او به ستایش خداوند می‌پرداخت. از این رو می‌توان فرض کرد که در داویتیانی، هم گورامیشویلی و هم داوود پیامبر، به‌عنوان هم‌نام او، مورد اشاره قرار گرفته‌اند.

## مطالعهٔ بیشتر
- Cushman, Stephen (26 August 2012). [The Princeton Encyclopedia of Poetry and Poetics: Fourth Edition. p. 555. ISBN 978-1-4008-4142-4. {{cite book}}: Check |url= value (help)](https://books.google.com/books?id=uKiC6IeFR2UC&q=davitiani&pg=PA555%7Cpage=555%7Cisbn=978-1-4008-4142-4}})
- Rayfield, Donald (16 December 2013). [The Literature of Georgia: A History. p. 115. ISBN 978-1-136-82529-3. {{cite book}}: Check |url= value (help)](https://books.google.com/books?id=RmBcAgAAQBAJ&q=davitiani&pg=PA115%7Cpage=115%7Cisbn=978-1-136-82529-3}})
- Baramidze, A. G.; Gamezardashvili, D. M. (September 2001). [Georgian Literature. p. 38. ISBN 978-0-89875-570-1. {{cite book}}: Check |url= value (help)](https://books.google.com/books?id=vJWqdyZBmbIC&q=davitiani&pg=PA38%7Cpage=38%7Cisbn=978-0-89875-570-1}})
- [(https://books.google.com/books?id=2y15MwEACAAJ) نخستین انتشار داویتیانی، ۱۸۹۴]